# Pucheřský rybník
Pucheřský (Puchárenský) rybník je splavovací nádrž, která sloužila ke zlepšení stavu vody na Puchéřském potoce. Nachází se ve vojenském újezdu Boletice, 3,5 km od vesnice Arnoštov v nadmořské výšce 895 m.

## Vodní režim
Přítok i odtok vody zajišťuje Puchéřský potok v povodí Blanice.

## Přístup
Přístup není možný, nádrž se nachází ve vojenském výcvikovém prostoru. Nejblíže vede modrá turistická stezka, která je přístupná o víkendech a svátcích, u zaniklé osady Vlčí Jámy prochází 1 km severně od Pucheřského rybníka.

## Historie
Rybník byl vybudován schwarzenberskou lesní správou na začátku 20. století po lesní kalamitě způsobené orkánem 25. listopadu 1917. V roce 1948 knížecí schwarzenberské revíry převzala tehdejší krajská správa lesů a s účinností od 1. ledna 1953 národní podnik Vojenské lesy a statky Horní Planá. Od 50. let nádrž nebyla udržována, hráz postupně chátrala. V roce 2019 Vojenské lesy a statky nádrž na Puchéřském potoce obnovily. Investice do Puchárenského rybníka je součástí programu Živá voda VLS, který VLS spustil v roce 2015 a snaží se jím zvýšit objem vody zadržované v krajině, a také podpořit druhovou rozmanitost přírody v daném místě. Obnovou Puchárenského rybníka má také dojít k posílení výskytu perlorodku říční na Puchéřském potoce.